# Un passo
Un Passo è il decimo album del cantante italiano Drupi, pubblicato nel 1985.
L'album nasce dalla collaborazione tra l'artista pavese ed il musicista inglese Tony Hymas, componente del gruppo britannico Ph.D., il quale appare anche in veste di cantante nel brano You (Musica).
Nell'album sono presenti le canzoni Regalami un sorriso, con la quale Drupi ha partecipato al Festival di Sanremo dell'anno precedente, e Fammi volare, presentata al Festival di Sanremo 1985.

## Tracce
Lato A
1. Un vero amore – 4:20 (Tony Cicco-Gaio Chiocchio-Dorina Dato-Drupi)
2. Piano piano verrà domani – 4:30 (Dorina Dato-Drupi)
3. Quando credevo – 4:35 (Dorina Dato-Drupi)
4. Regalami un sorriso – 4:20 (Franco Fasano-Adelio Cogliati-Drupi)

Lato B
1. Fammi volare – 3:57 (Silvio Negroni-Dorina Dato-Drupi)
2. Un passo – 3:30 (Dorina Dato-Drupi)
3. Le vecchie – 3:51 (Dorina Dato-Drupi)
4. You (Musica) – 4:12 (T. Hymas-Dorina Dato-Drupi)

## Crediti
- Arrangiamenti: Tony Hymas
- Produzione: Drupi e Tony Hymas
- Voce in "Le vecchie": Dorina Dato
- Voci in "You (Musica)": Tony Hymas e Dorina Dato